# Lestes temporalis
Lestes temporalis är en trollsländeart som beskrevs av Selys 1883. Lestes temporalis ingår i släktet Lestes och familjen glansflicksländor. Inga underarter finns listade i Catalogue of Life.

## Bildgalleri

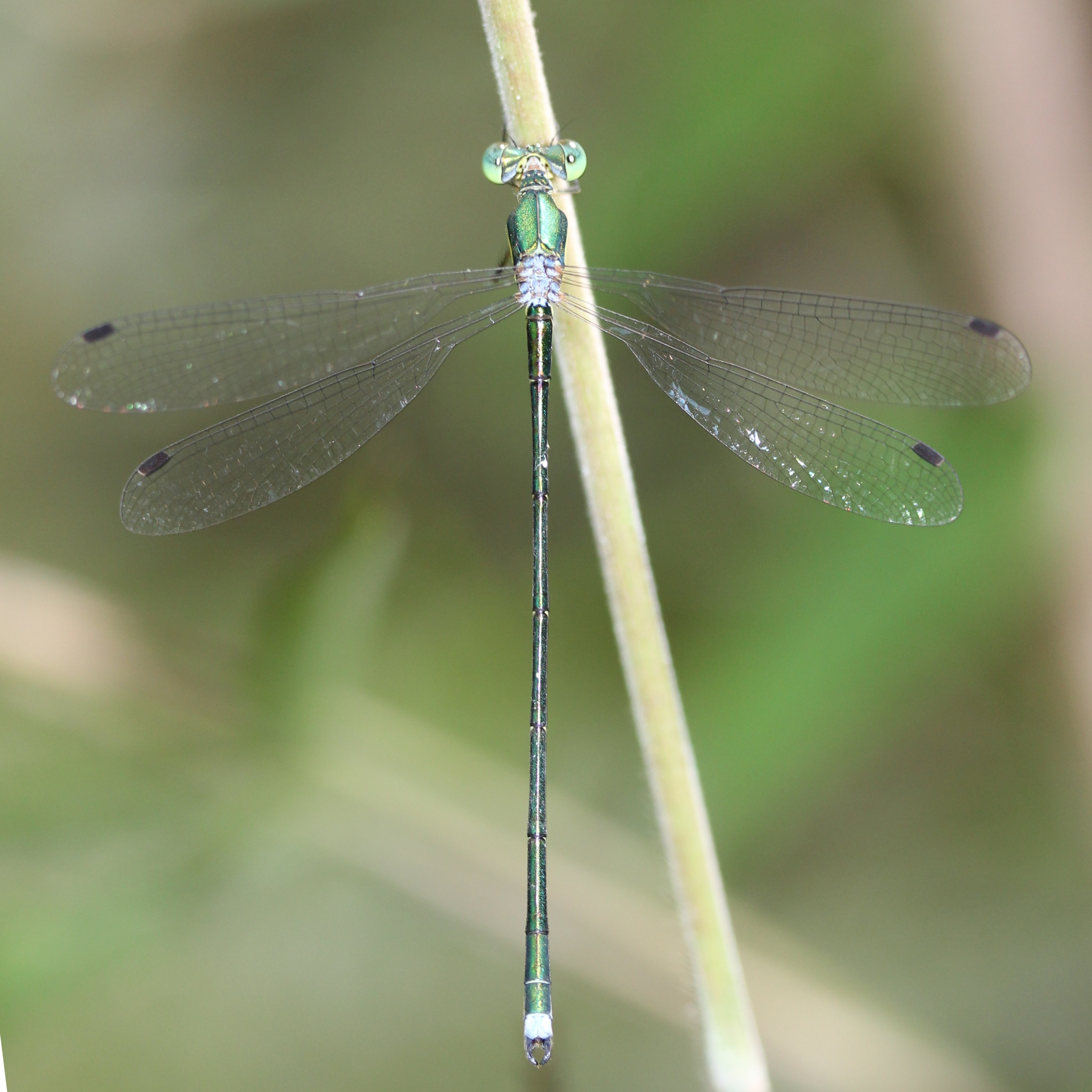
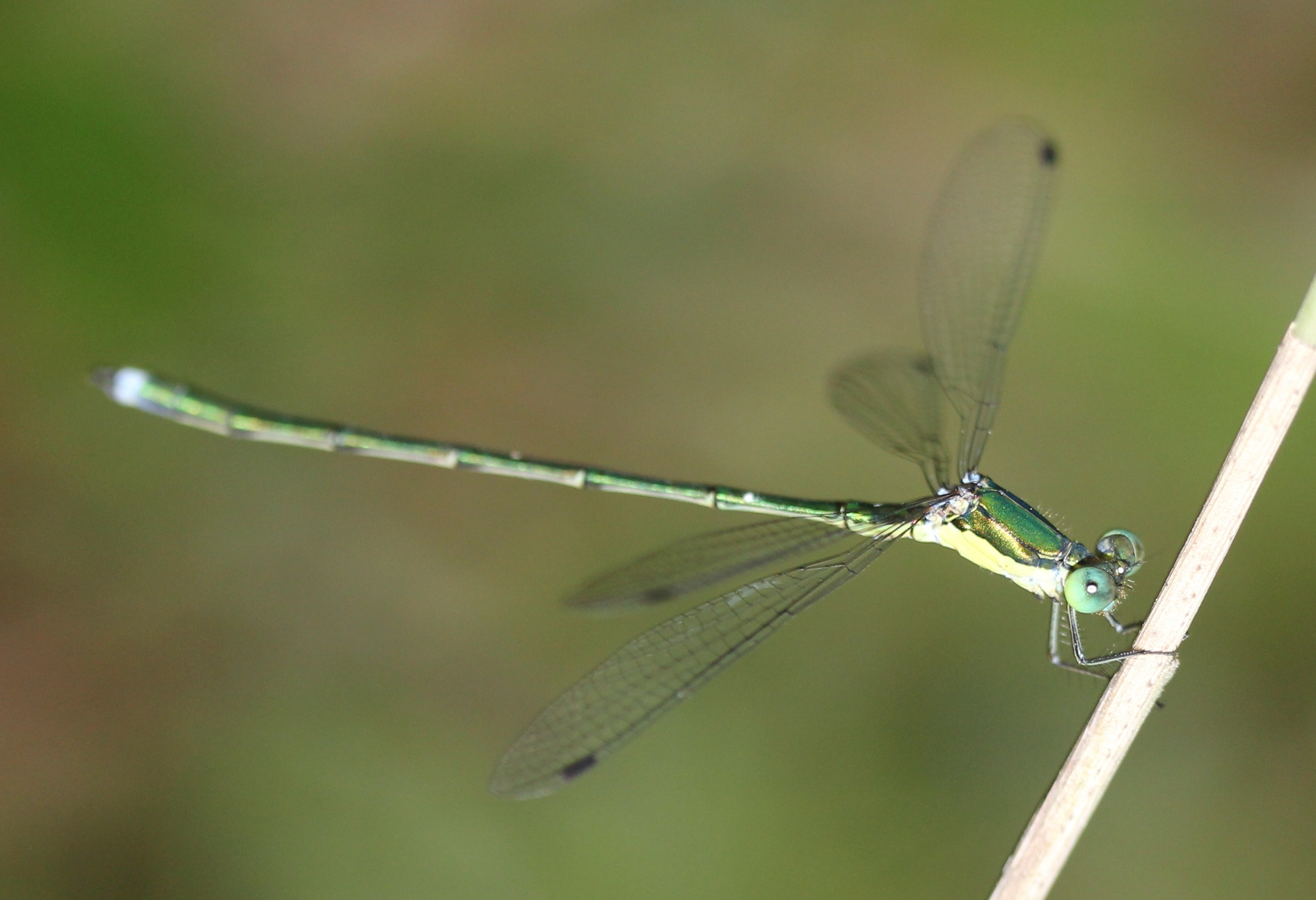
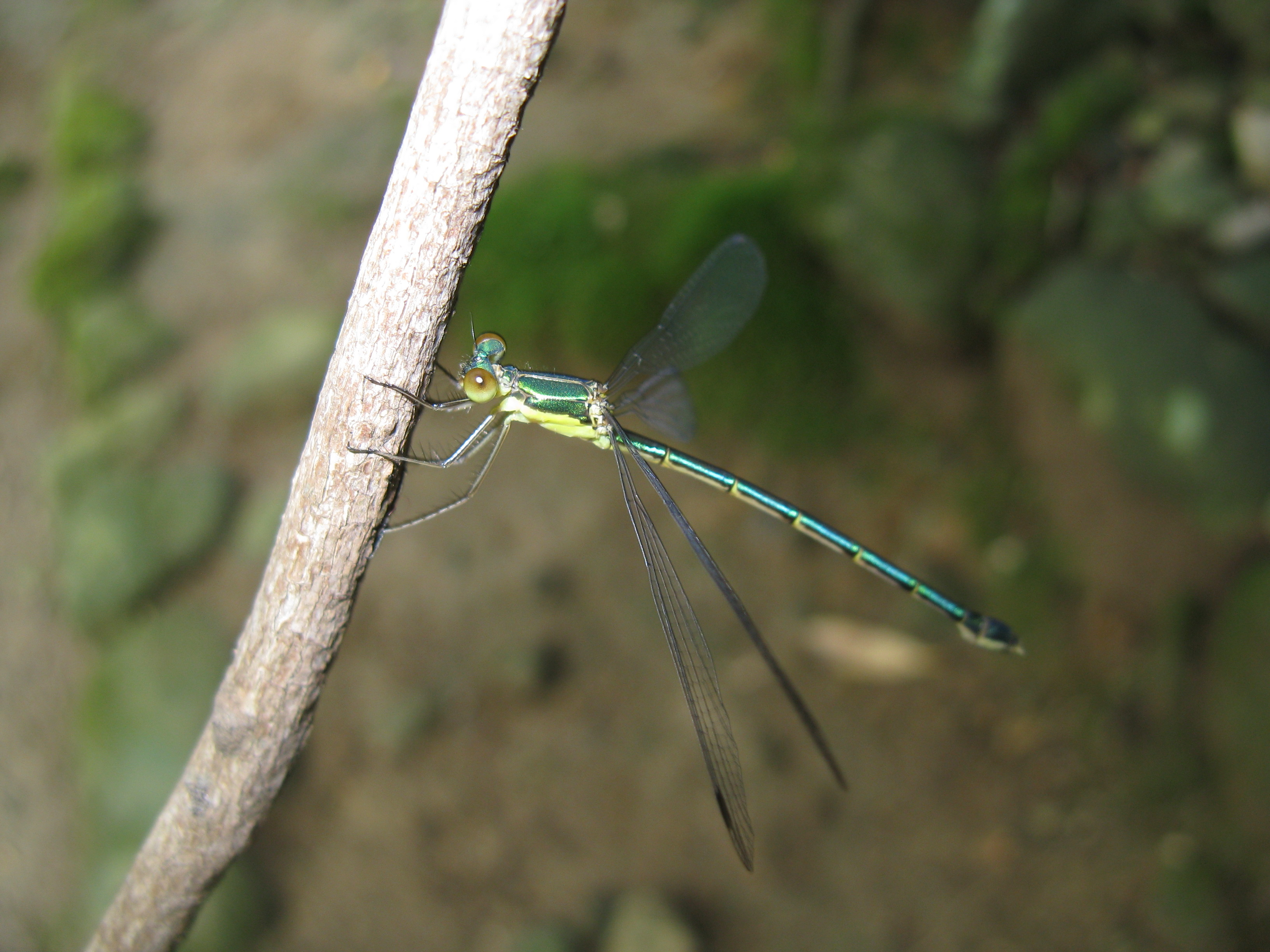
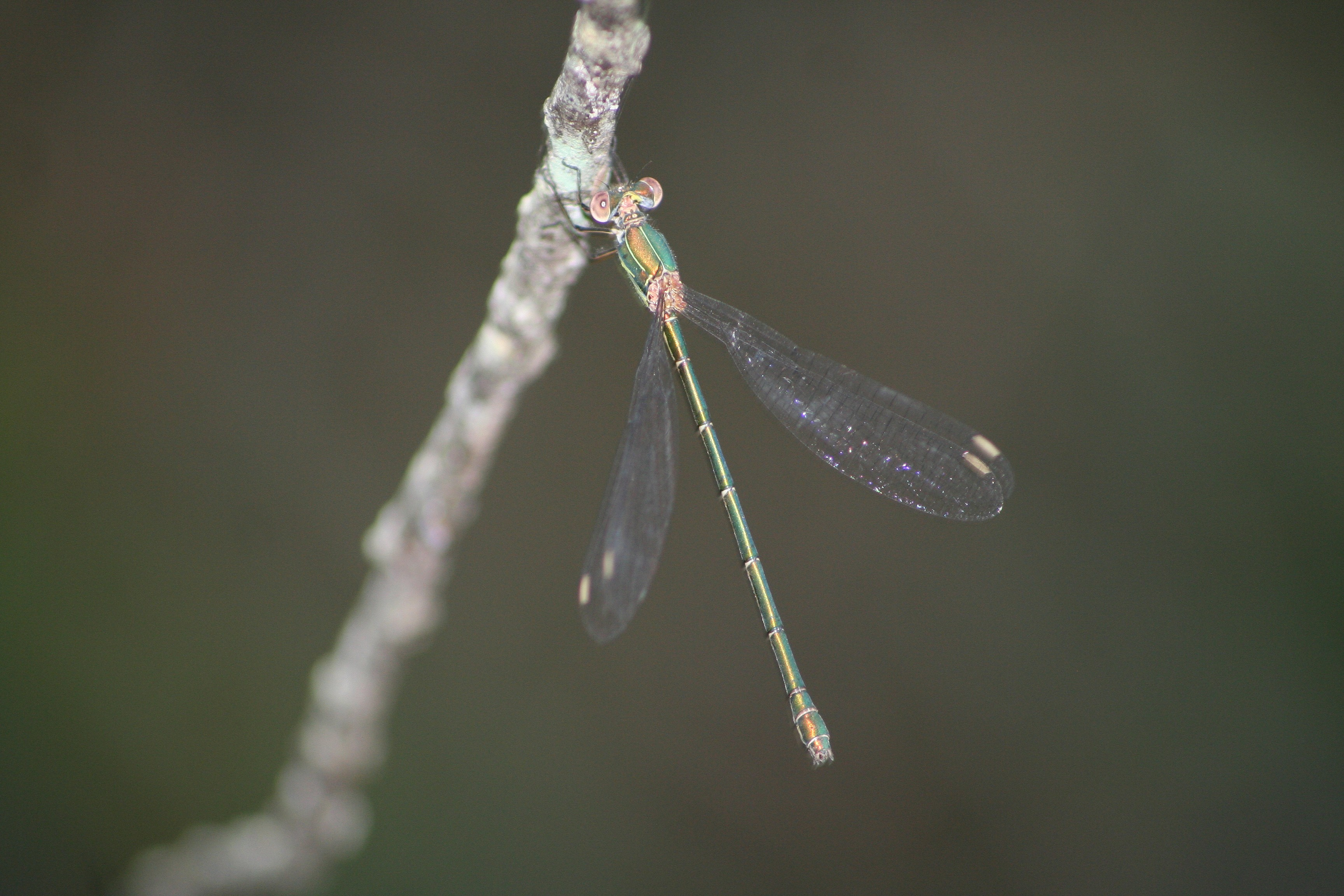
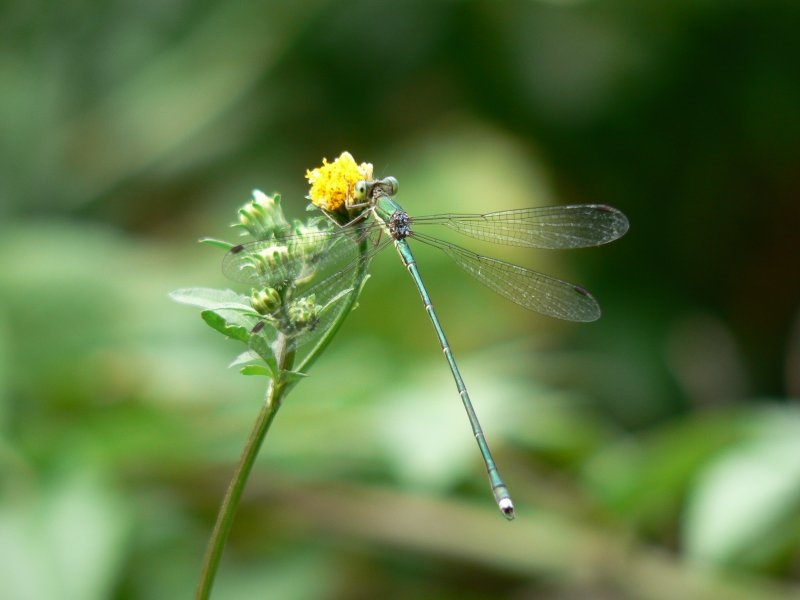
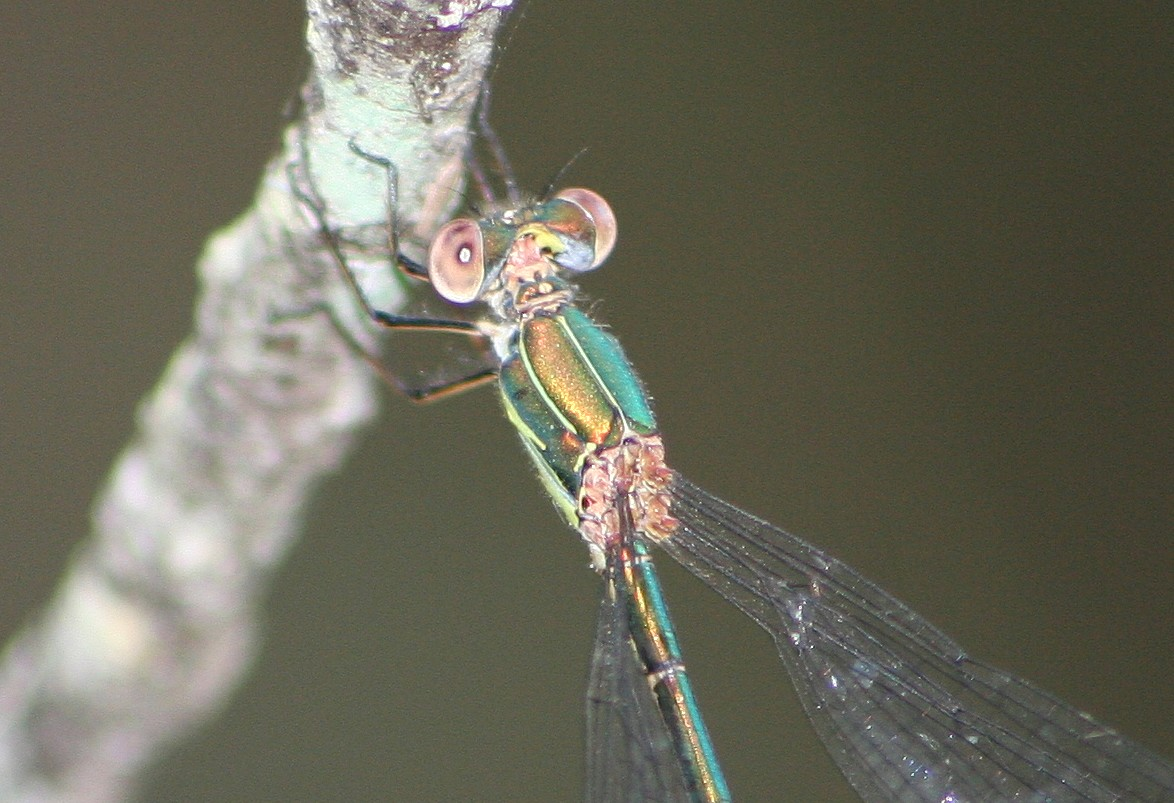